# TV La Luz
TV La Luz es un canal de televisión abierta peruano de índole evangélica, que transmite en el canal 18.2 de la TDT en la ciudad de Lima. Fue lanzada 8 en noviembre del 2008 y es operada por el ministerio que lleva su nombre.